# Hale (Missouri)
Pour les articles homonymes, voir Hale.
Hale est une ville du comté de Carroll, dans le Missouri, aux États-Unis,. Située au nord-est du comté, elle est créée en 1833 et incorporée en 1884.

## Démographie
Lors du recensement de 2010, la ville comptait une population de 419 habitants. Elle est estimée, en 2016, à 404 habitants.

## Source de la traduction
- (en) Cet article est partiellement ou en totalité issu de l’article de Wikipédia en anglais intitulé « Hale, Missouri » (voir la liste des auteurs).